# The Red Rooster
«The Red Rooster» (згодом також «Little Red Rooster») — блюзова пісня, автором якої традиційно зазначається Віллі Діксон, вперше записана американським блюзовим музикантом Гауліном Вулфом 1961 року у стилі чиказького блюзу. Один з широко відомих блюзових стандартів, має багату історію виконання та інтерпретації виконавцями різних напрямків, зокрема Семом Куком та «The Rolling Stones».

## Походження та авторство
Основна тема пісні Віллі Діксона «The Red Rooster» походить від перших записаних блюзів і фольклору афроамериканців Півдня США початку XX століття. Вона безпосередньо базується на кількох ранніх блюзових піснях 1920-х і 1930-х років і принаймні з двома з них, «Banty Rooster Blues» (1929, Paramount 12792) Чарлі Паттона та «If You See My Rooster (Please Run Him Home)» Мемфіс Мінні (1936, Vocalion 03285), має спільні рядки та схожі музичні лінії. На відміну від попередників, Діксон створив дидактичну притчу, в якій, за словами його біографа Міцутосі Інаби, виконавець пісні виступає проповідником і демонструє як цінність речі не усвідомлюється доки її не втрачено. Попри твердження Гауліна Вулфа та членів його родини, що пісня «Little Red Rooster» вже була присутня в репертуарі Честера Бернетта щонайменше з 1930-х років, авторське право на «The Red Rooster» у версії, записаній Вулфом 1961 року, юридично належить Віллі Діксону.

## Пісня Гауліна Вулфа
Гаулін Вулф записав «The Red Rooster» у червні 1961 року в Чикаго, на студії Chess Records, разом з Гюбертом Самліном (гітара), Джонні Джонсом (фортепіано), Віллі Діксоном (бас) та Семом Леєм (ударні). Пісню було видано синглом із «Shake for Me» у жовтні 1961 року, а наступного року вона з'явилася в альбомі Howlin' Wolf (Chess LP 1469), що був визнаний шанувальниками блюзу та критиками одним з найкращих коли-небудь виданих блюзових альбомів і мав найбільший з усієї творчості Вулфа вплив на рок-покоління 1960-х років. «The Red Rooster» не потрапила до чартів, але це не завадило їй стати стандартом сучасного блюзу. Описана біографами Вулфа як «повільний, хитрий кантрі-блюз», структурно оформлена як дванадцятитактовий блюз, ця версія «The Red Rooster», на думку Білла Яновіца, має ключовими елементами вокал і гру на слайд-гітарі Вулфа та гітарний акомпанемент Самліна. Тієї ж думки Тед Джоя, який вважає, що «Red Rooster» Діксона не мав би й половини свого успіху без гри Вулфа на слайд-гітарі.
Ще одну версію «The Red Rooster» Вулф записав 1967 року на студії Ter Mar Studios в Чикаго для альбому The Super Super Blues Band (Checker LP/LPS 3010) із зірковим складом виконавців: окрім вокалу, губної гармоніки та акустичної гітари Вулфа, у виконанні пісні беруть участь Мадді Вотерс (вокал, електрогітара), Бо Діддлі (вокал, електрогітара), Отіс Спенн (фортепіано), Г'юберт Самлін (електрогітара), Бадді Гай (бас), Кліфтон Джеймс (ударні), Кукі Ві (вокал, тамбурин).
Згодом «The Red Rooster» була записана під час організованих Chess Records лондонських сесій Вулфа у травні 1970 року. Вокал Гауліна Вулфа цього разу супроводжували Ерік Клептон (гітара), Г'юберт Самлін (ритм-гітара), Лафаєтт Лік (фортепіано), Білл Вайман (бас) та Чарлі Воттс (ударні). Запис був виданий альбомом Howlin' Wolf: The London Sessions (Chess CH-60008) у 1971 році.

## Пісня Сема Кука
23 лютого 1963 року американський соул-співак Сем Кук записав свою інтерпретацію пісні Віллі Діксона під назвою «Little Red Rooster» (RCA 47-8247). Спочатку пісню було запропоновано виконати його брату, L.C., який на той час записував новий матеріал. Однак L.C. вирішив, що блюзова пісня йому не підходить і відмовився, натомість погодився Сем Кук. 
У порівнянні з Вулфом, Кук створив спокійнішу і респектабельнішу версію пісні, з органним акомпанементом і дещо зміненим текстом. Версія Кука була швидше і мала на одну строфу більше. Запис відбувся у голлівудській студії RCA Victor's Music Center of the World, у ньому взяли участь Сем Кук (вокал), Біллі Престон (орган), Гел Блейн (ударні), Реймонд Джонсон (фортепіано), Кліффтон Вайт та Рене Голл (гітари), Кліффорд Гілз (бас). Аранжування пісні також належить Рене Голлу. «Грайлива органна вокалізація» Престона імітує кукурікання півня, гавкіт і виття собак. 
Пісня стала хітом, посіла сьоме місце у чарті синглів «Billboard Hot R&B» та одинадцяте місце у хіт-параді «Billboard Hot 100». Того ж року «Little Red Rooster» увійшла до альбому Кука Night Beat (RCA Victor LPM/LSP 2709), який досяг 62 місця в чарті альбомів «Billboard 200».

## Пісня «The Rolling Stones»

### Історія
Гаулін Вулф і Мадді Вотерс мали значний вплив на творчість «The Rolling Stones». Навіть свою назву гурт запозичив з пісні Мадді Вотерса «Rollin' Stone» (1950, Chess 1426) і на початку своєї кар'єри зіграв чимало блюзових пісень. Ще до початку своєї співпраці з Chess Records, у 1962 році, Мік Джаггер, Брайан Джонс та Кіт Річардс відвідали перший American Folk Blues Festival і слухали Гауліна Вулфа. Згідно зі спогадами Віллі Діксона, під час свого перебування в Лондоні він лишив молодим британським музикантам з «Rolling Stones» та «Yardbirds» багато касет із записами, тож не дивно, що «The Rolling Stones» у перший візит до студії Chess вже виконували його пісні, зокрема і «Little Red Rooster».
Існує певна неоднозначність щодо дати та місця запису «Little Red Rooster». Білл Ваймен стверджував, що запис відбувся 2 вересня 1964 року в лондонській «Regent Sound», тоді як в інформації до бокс-сета Rolling Stones 1989 року Singles Collection: The London Years зазначено «листопад 1964 студія Chess, Чикаго». За даними Філіпа Марготіна та біографа Массімо Бонанно, 2 вересня у студії «Regent Sound» роботу над «Little Red Rooster» було розпочато, а завершено вже 8 листопада 1964 року в Чикаго.
Біограф «The Rolling Stones» Шон Іган назвав «Little Red Rooster» особистою справою найбільшого прихильника блюзу у гурті — Брайана Джонса. Водночас через дуже повільний темп продюсер Ендрю Луг Олдем вважав пісню абсолютно некомерційною і не бачив у ній ознак успіху.

### Опис
Білл Яновіц описав її як «досить точну версію [оригіналу]». Її виконано як помірно повільний (74 удари на хвилину) блюз у тональності соль. Джаггер використовує текст оригіналу (без доповнення Кука), Білл Ваймен наслідує басовій партії Діксона, Чарлі Воттс згодом зазначав, що його партія ударних відповідає версії Гела Блейна, який акомпанував Сему Куку. За словами Шона Ігана, «поєднання акустичної та електрогітари створює щось багатше і тепліше, ніж будь-який блюз, випробуваний ними раніше», а біограф Стівен Девіс додає, що пісня є шедевром Брайана Джонса, «його натхненна гітара виє собакою, гавкає собакою, кричить півнем».

### Виконавці
- Мік Джаггер — вокал, губна гармоніка
- Брайан Джонс — електрична слайд-гітара
- Кіт Річардс — акустична гітара
- Чарлі Воттс — ударні
- Білл Ваймен — бас

### Успіх
«Little Red Rooster» вийшла 13 листопада 1964 года і досягла першого рядка у британському чарті синглів 5 грудня, де лишалася впродовж тижня, а загалом трималася в Топ-100 12 тижнів. Це єдиний зафіксований випадок, коли блюзова пісня очолювала британські попчарти.
«Little Red Rooster» увійшла до третього американського альбому The Rolling Stones, Now!, що видано у лютому 1965 року, а також до декількох збірок «The Rolling Stones», зокрема британської версії Big Hits (High Tide and Green Grass), Singles Collection: The London Years, Rolled Gold: The Very Best of the Rolling Stones та GRRR!. Концертні версії відтворені в альбомах Love You Live та Flashpoint (з Еріком Клептоном на слайд-гітарі з концерту 1989 року на стадіоні Ши, Нью-Йорк).